# Gare de Fondettes - Saint-Cyr
Pour les articles homonymes, voir Gare de Saint-Cyr (homonymie).
La gare de Fondettes - Saint-Cyr est une gare ferroviaire française fermée de la ligne de Tours au Mans, située sur le territoire de la commune de Fondettes, à proximité de Saint-Cyr-sur-Loire, dans le département d'Indre-et-Loire, en région Centre-Val de Loire.
Mise en service en 1858 et fermée en 1995, elle fait l'objet d'un projet de réouverture dans le cadre des services express régionaux métropolitains.

## Situation ferroviaire
Établie à 55 mètres d'altitude, la gare de Fondettes - Saint-Cyr est située au point kilométrique (PK) 242,686 de la ligne de Tours au Mans, entre les gares ouvertes de Tours et de La Membrolle-sur-Choisille.

## Histoire
La halte est ouverte en 1858, à l'occasion de l'ouverture de la ligne de Tours au Mans. Elle devient une gare en août 1907 et est fermée au trafic voyageurs en 1995. Le bâtiment voyageurs est désormais la propriété de la commune de Fondettes.

## Projet de réouverture
La réouverture de la gare est envisagée, en prémices à la mise en œuvre d'un service express régional métropolitain,. Dans ce cadre, une concertation publique s'est déroulée du 4 novembre au 8 décembre 2024.

## Service des voyageurs
La gare est fermée à tout trafic.